# افقو
روستای افقو، روستای کوچکی است در دهستان برون از توابع بخش اسلامیه شهرستان فردوس.
این روستا، بر اساس سرشماری سال ۱۳۹۵، ۶۴ نفر جمعیت داشته که نسبت به سرشماری ۱۰ سال قبل (۹۵ نفر در سال ۱۳۸۵)، سالانه حدود ۳٫۹ درصد کاهش داشته‌است.

## موقعیت
روستای افقو در فاصله ۳۵ کیلومتری شمال شهر فردوس واقع شده‌است و مردمش به گویش تونی صحبت می‌کنند.